# Ūţmesh
Ūţmesh (persiska: وطميش, اوطمش, Ūţmīsh) är en ort i Iran.   Den ligger i provinsen Västazarbaijan, i den nordvästra delen av landet, 500 km väster om huvudstaden Teheran. Ūţmesh ligger 1 419 meter över havet och antalet invånare är 394.
Terrängen runt Ūţmesh är kuperad åt nordväst, men åt sydost är den platt. Runt Ūţmesh är det ganska tätbefolkat, med 75 invånare per kvadratkilometer. Närmaste större samhälle är Sīmmīneh, 12,1 km nordost om Ūţmesh. Trakten runt Ūţmesh består i huvudsak av gräsmarker.